# Trichopsomyia urania
Trichopsomyia urania är en tvåvingeart som beskrevs av Hull 1949. Trichopsomyia urania ingår i släktet gallblomflugor, och familjen blomflugor.
Artens utbredningsområde är Peru. Inga underarter finns listade i Catalogue of Life.